# Liste der Museen in Wien
(Fett: Museen mit mehr als 100.000 Besuchen im Jahr)

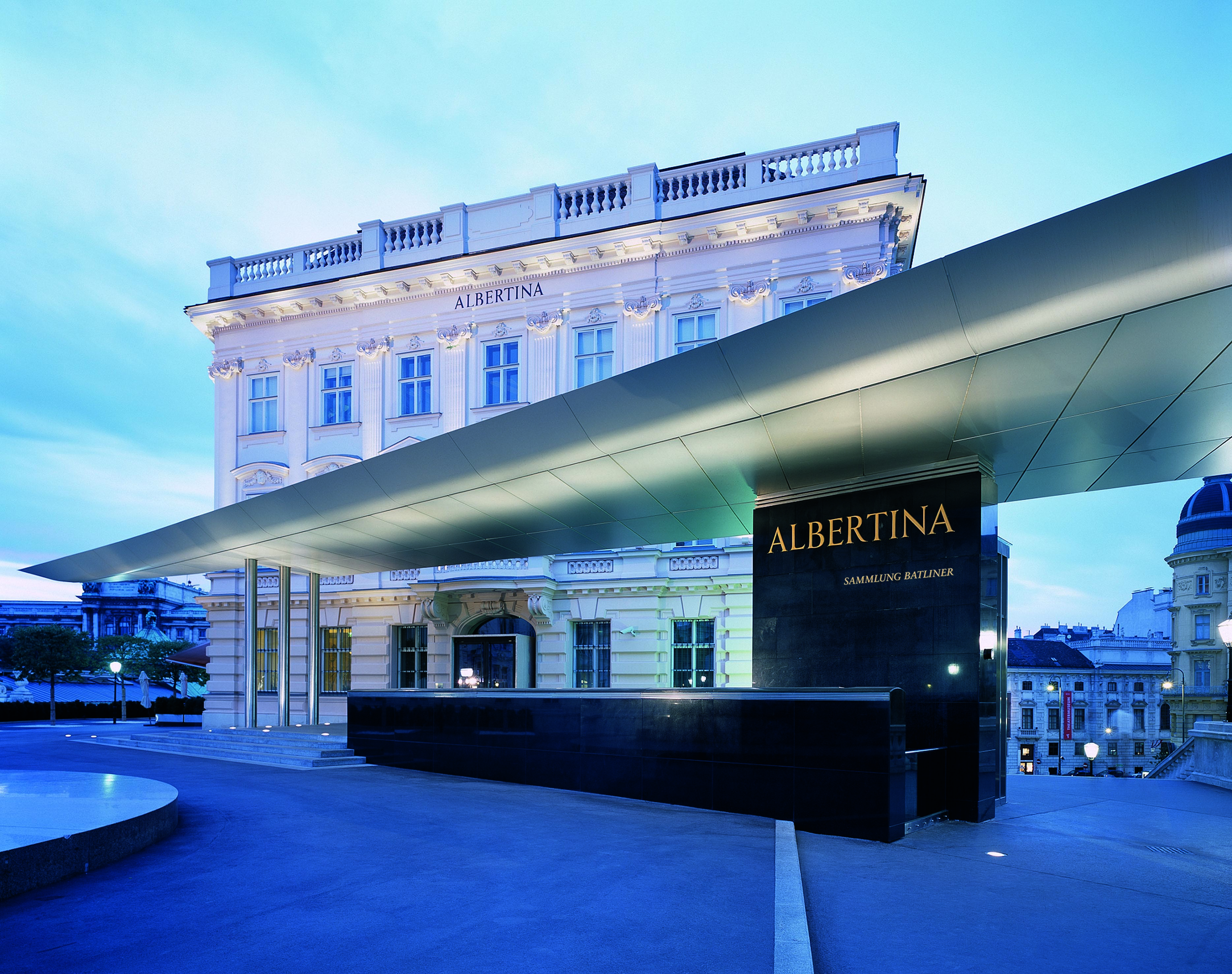
Albertina

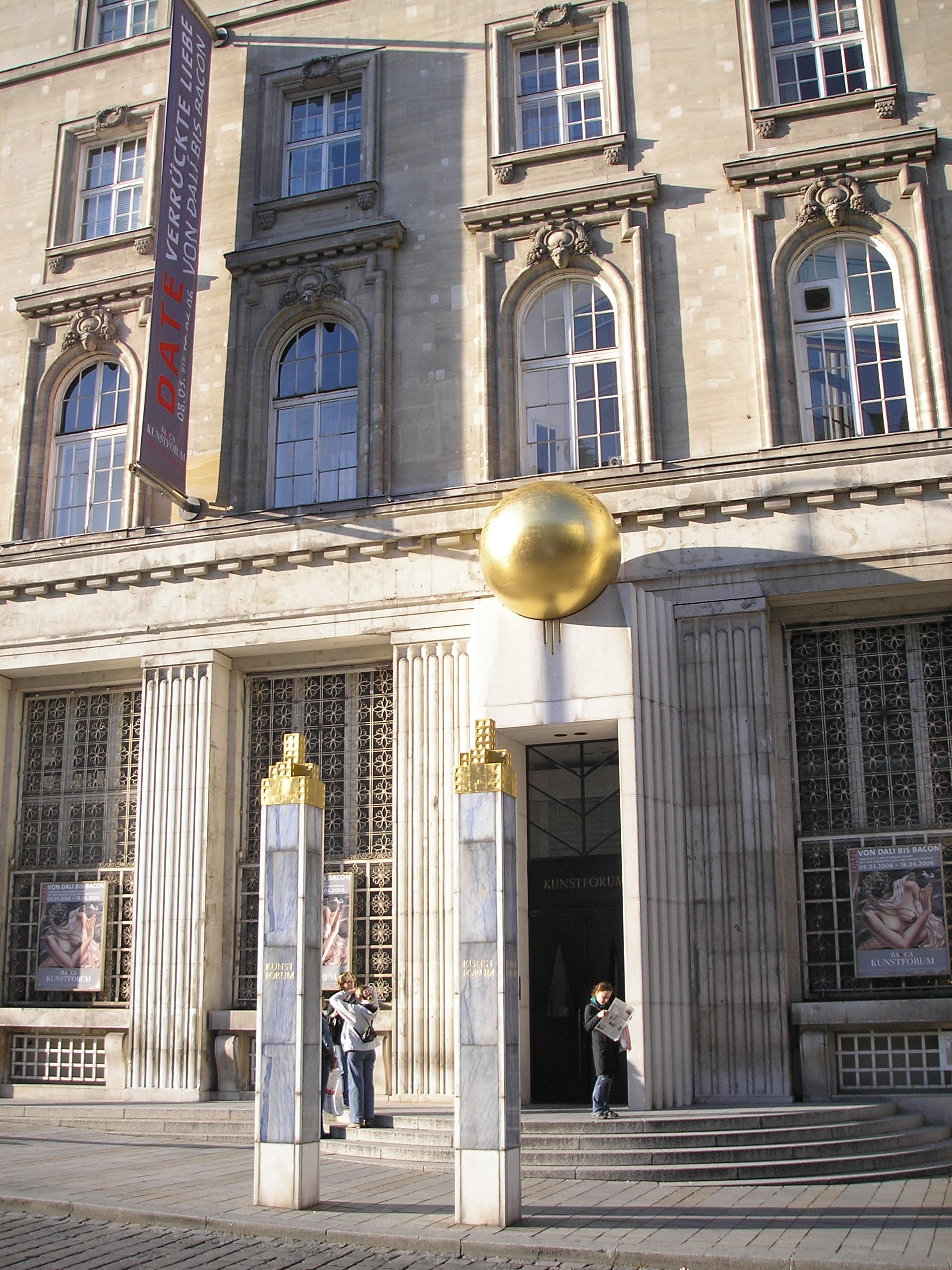
Bank-Austria-Kunstforum

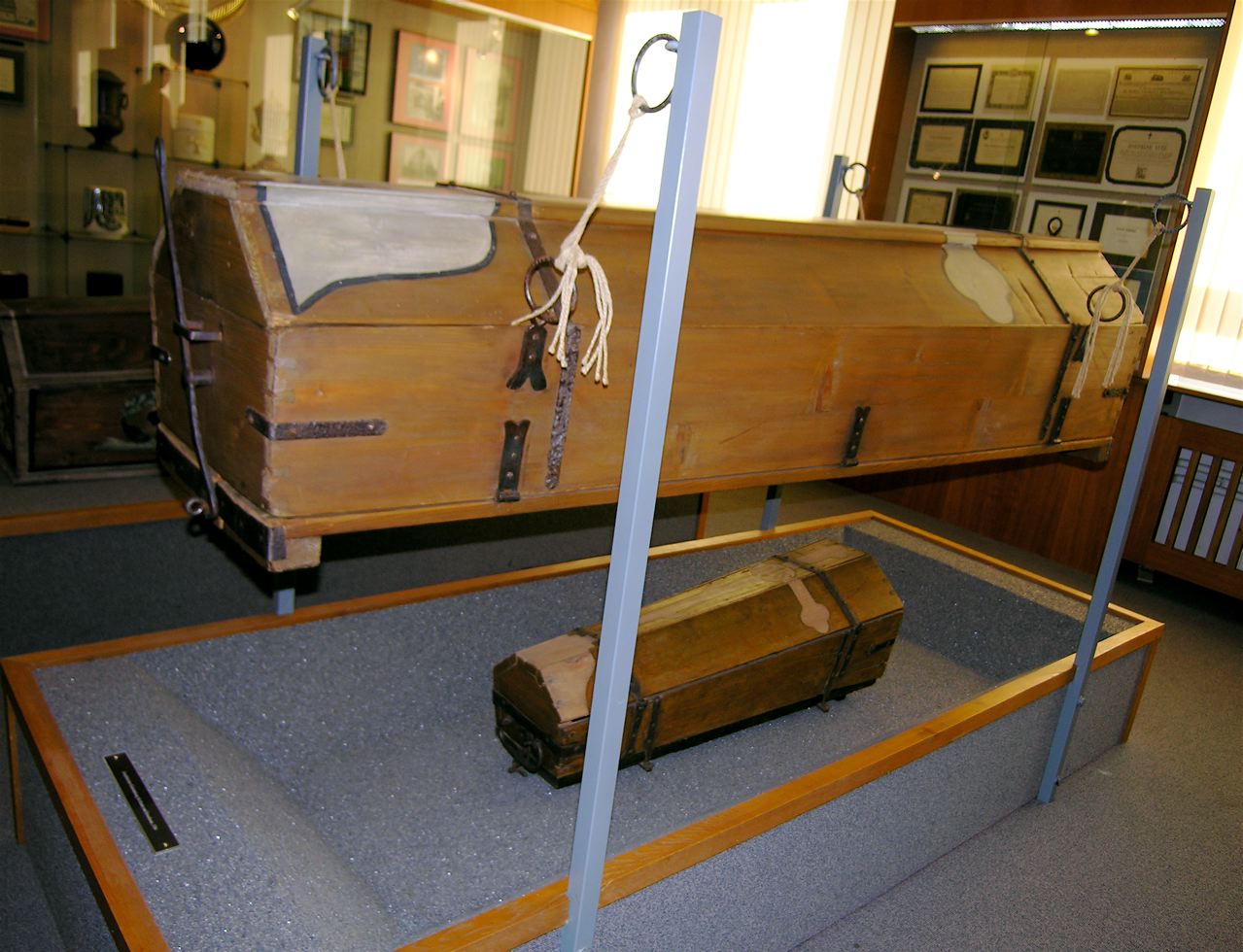
Bestattungsmuseum

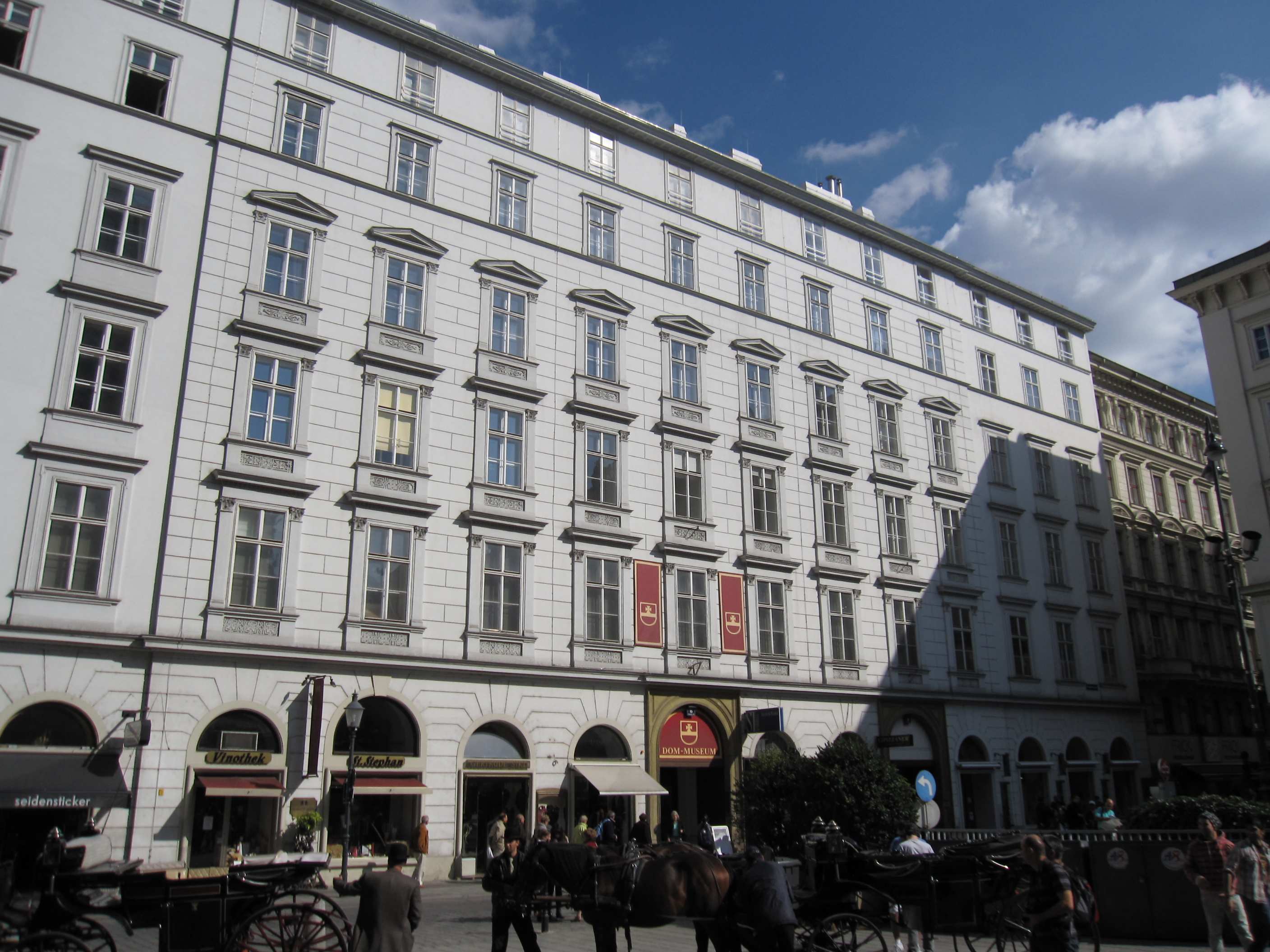
Dommuseum

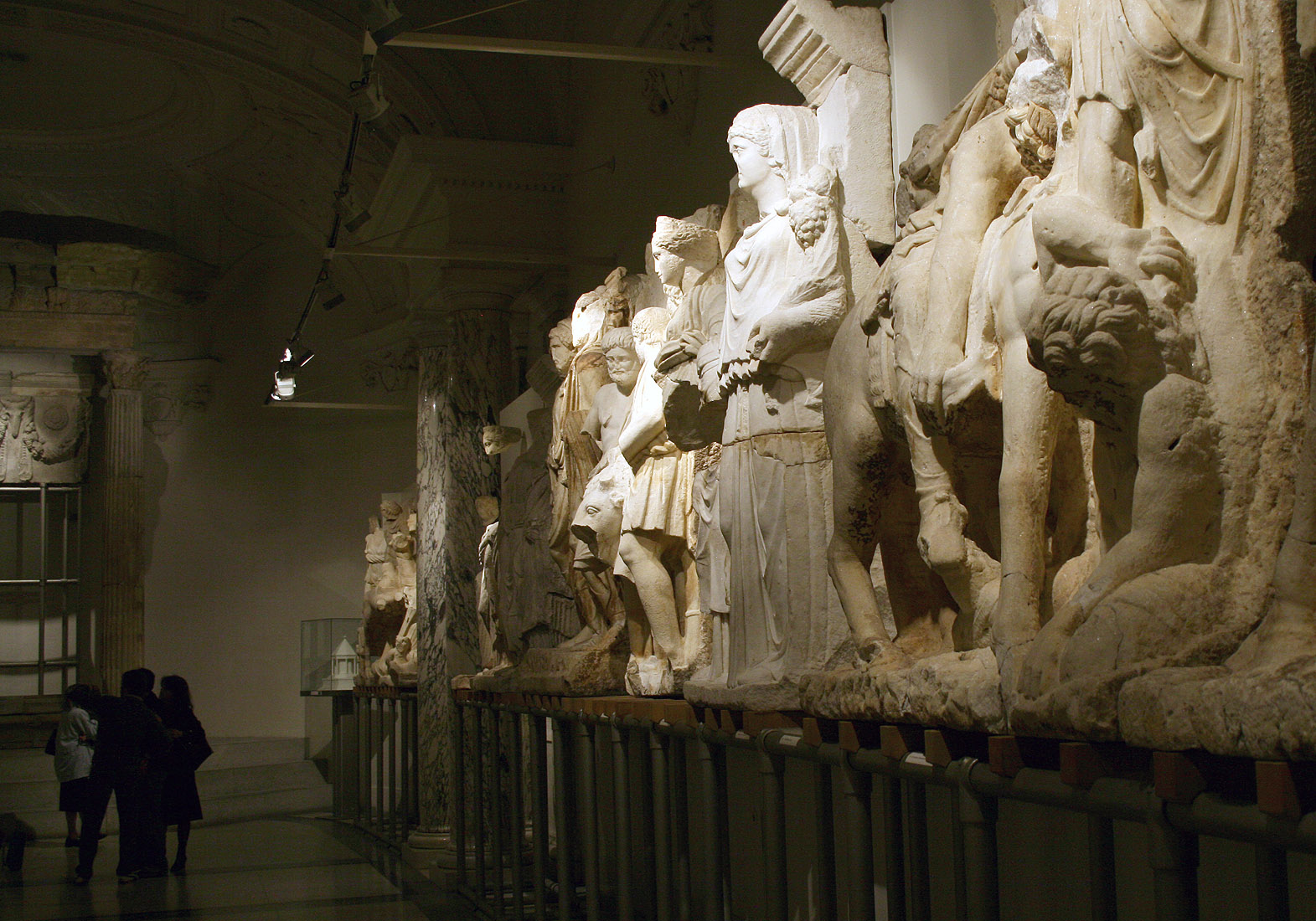
Ephesosmuseum

## A
- Albertina, eine der bedeutendsten Grafiksammlungen der Welt (Dürer), Gemäldesammlung Batliner, Ausstellungen Kunst des 20./21. Jhs.
- Albertina Modern
- Architekturzentrum Wien im MQ, Architekturmuseum, Architektur und Baukultur
- Arnold Schönberg Center, Gedenkstätte
- Aspern-Essling 1809, Geschichte der Schlacht bei Aspern

## B
- Bank Austria Kunstforum, Ausstellungen der klassischen Moderne
- Beethoven Pasqualatihaus, Gedenkstätte des Wien Museums
- Beethovenwohnung Heiligenstadt, Gedenkstätte des Wien Museums
- Belvedere, Österreichische Galerie mit Malerei mehrerer Epochen, Schwerpunkt österreichische Kunst (Malerei ab 1900), mit Dependance Belvedere 21
- Bestattungsmuseum, Geschichte des Bestattungswesens
- Bezirksmuseum Alsergrund, Bezirksgeschichte
- Bezirksmuseum Brigittenau, Bezirksgeschichte
- Bezirksmuseum Döbling, Bezirksgeschichte
- Bezirksmuseum Donaustadt, Bezirksgeschichte
- Bezirksmuseum Favoriten, Bezirksgeschichte
- Bezirksmuseum Floridsdorf, Bezirksgeschichte
- Bezirksmuseum Hernals, Bezirksgeschichte
- Bezirksmuseum Hietzing, Bezirksgeschichte
- Bezirksmuseum Innere Stadt, Bezirksgeschichte
- Bezirksmuseum Josefstadt, Bezirksgeschichte
- Bezirksmuseum Landstraße, Bezirksgeschichte
- Bezirksmuseum Leopoldstadt, Bezirksgeschichte
- Bezirksmuseum Liesing, Bezirksgeschichte
- Bezirksmuseum Margareten, Bezirksgeschichte
- Bezirksmuseum Mariahilf, Bezirksgeschichte
- Bezirksmuseum Meidling, Bezirksgeschichte
- Bezirksmuseum Neubau, Bezirksgeschichte
- Bezirksmuseum Ottakring, Bezirksgeschichte
- Bezirksmuseum Penzing, Bezirksgeschichte
- Bezirksmuseum Rudolfsheim-Fünfhaus, Bezirksgeschichte
- Bezirksmuseum Simmering, Bezirksgeschichte
- Bezirksmuseum Währing, Bezirksgeschichte
- Bezirksmuseum Wieden, Bezirksgeschichte
- Billardmuseum, Geschichte des Billards
- Böhmerwaldmuseum, Schaustücke aus dem ehemals deutsch besiedelten Gebiet

## C
- Chocolate Museum Vienna
- Circus- & Clownmuseum Wien

## D
- Dokumentationsarchiv des österreichischen Widerstandes, Geschichte des Widerstandes gegen NS-Verbrechen und deren Aufarbeitung nach 1945
- Dommuseum, religiöse Kunst
- Dritte Mann Museum, Sammlung um den Film „Der dritte Mann“

## E

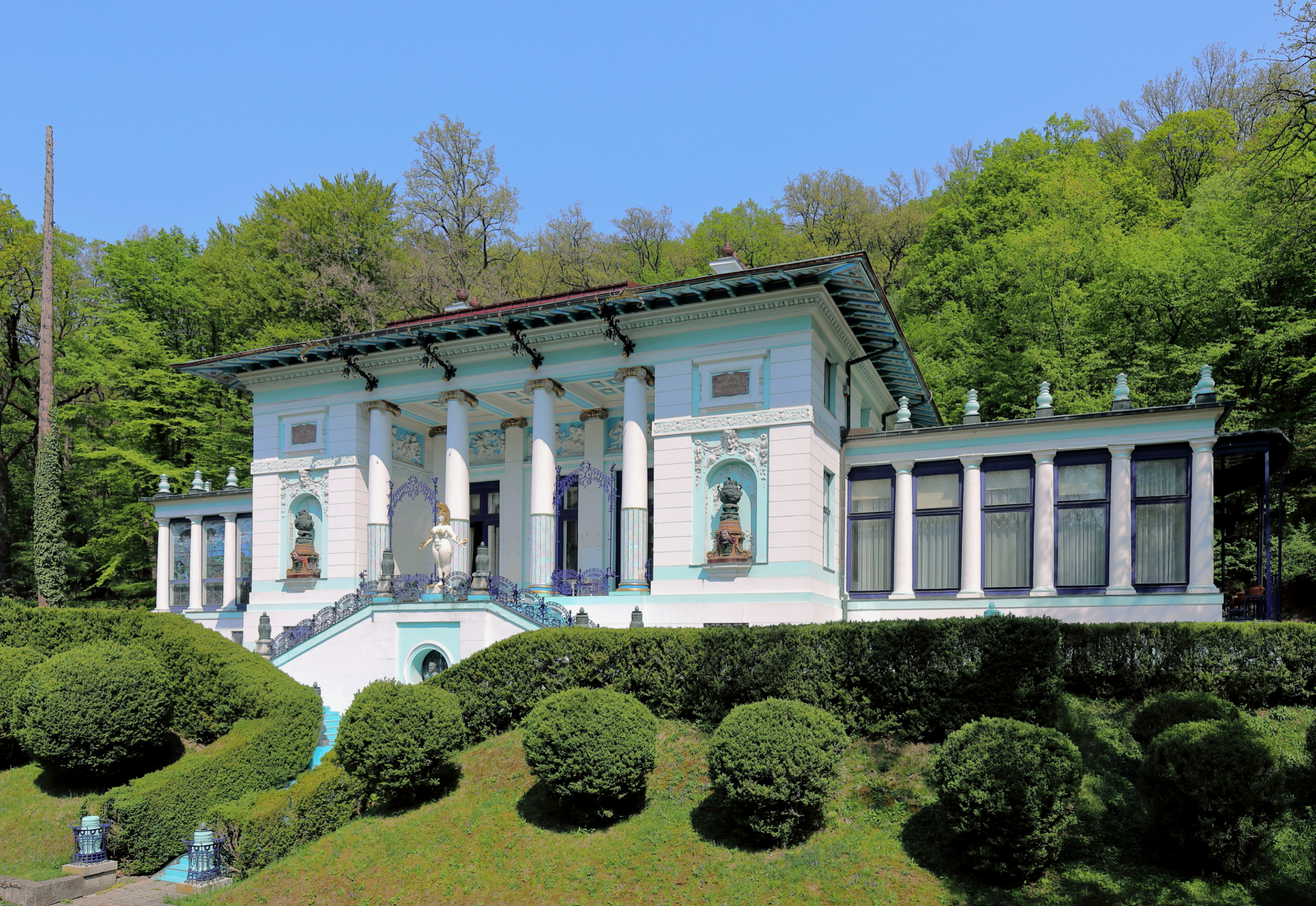
Ernst-Fuchs-Museum in Penzing

- 21er Haus, Dependance des Belvederes
- Ephesosmuseum, Archäologische Ausgrabungen, Abteilung des Kunsthistorischen Museums
- Ernst-Fuchs-Museum, Werke von Ernst Fuchs in der Otto-Wagner-Villa I
- Erste-Bank-Museum, historische Spardosen und die Geschichte der Ersten österreichischen Spar-Casse, gegründet 1819
- Esperantomuseum der Österreichischen Nationalbibliothek, Geschichte von Esperanto und anderen Plansprachen

## F

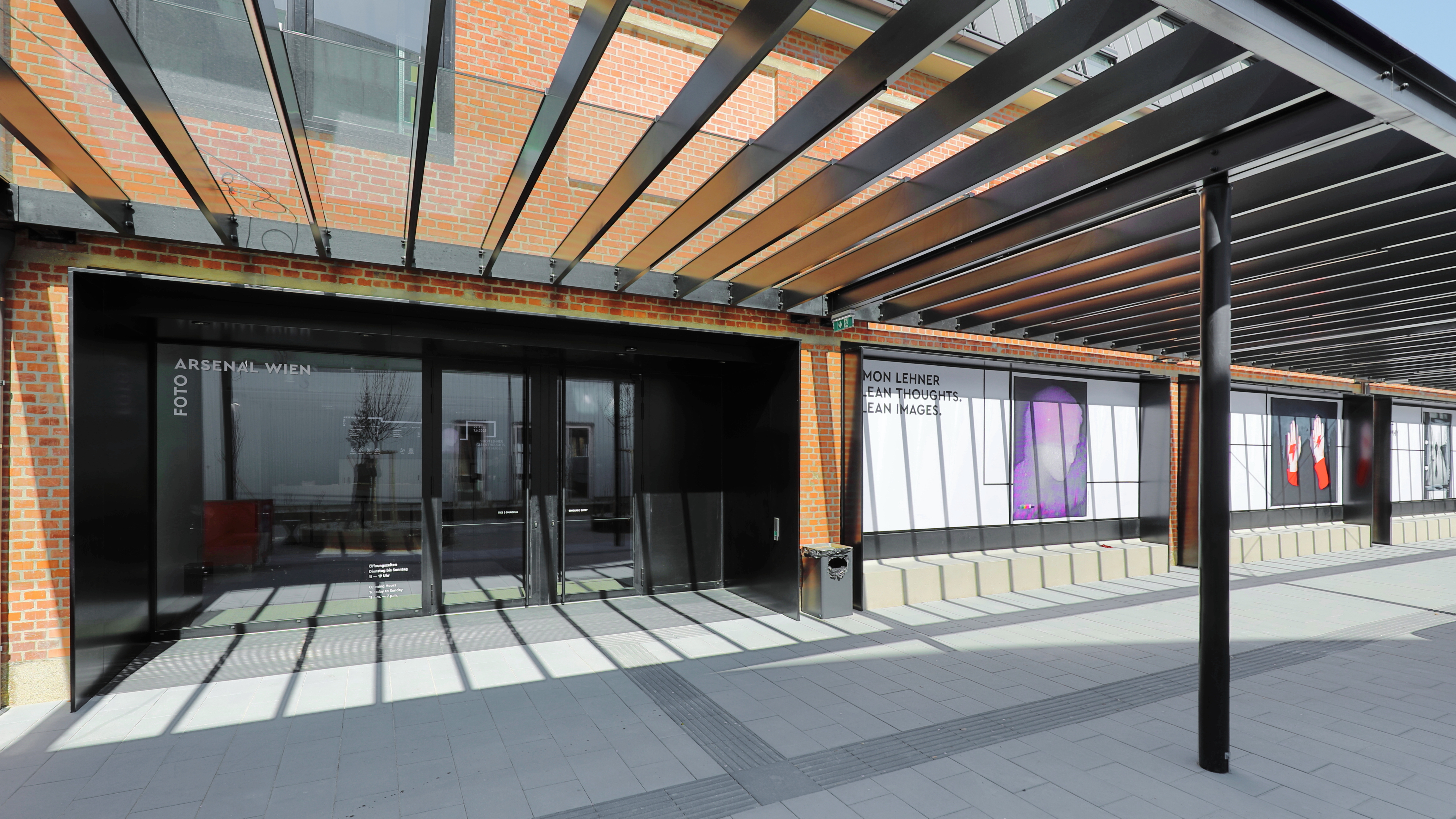
Foto Arsenal Wien

- Fälschermuseum, Geschichte der Fälscher und Fälschungen
- Fotomuseum, Ausstellungshaus für Fotografie und Lens Based Media
- Feuerwehrmuseum, Geschichte der Wiener Berufsfeuerwehr
- Filmarchiv Austria, Filmgeschichte mit Schwerpunkt Österreich
- Filmmuseum, Österreichisches, internationale Filmgeschichte
- Fischereimuseum, Fischerei im Wandel der Zeit

## G

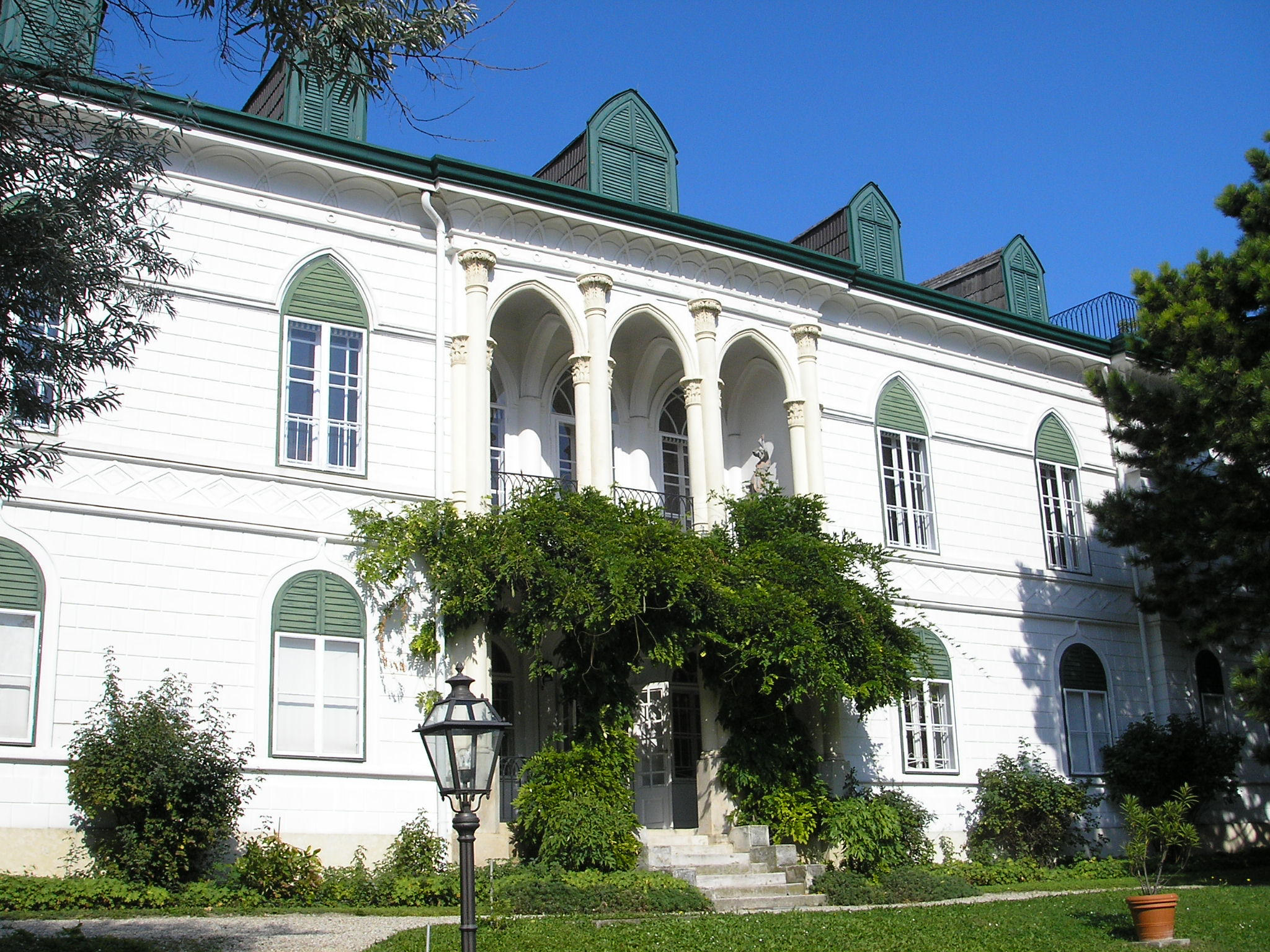
Geymüllerschlössel

- Gartenbaumuseum, Geschichte des Gartenbaues und des Kleingartenwesens
- Gartenpalais Liechtenstein (hieß bis 2011 Liechtenstein-Museum), prominente Kunstsammlung des Fürstenhauses Liechtenstein
- Gedenkstätte Steinhof, Geschichte der Krankenmorde in der Zeit des Nationalsozialismus in Österreich
- Geldmuseum der Österreichischen Nationalbank, Geldgeschichte
- Gemäldegalerie der Akademie der bildenden Künste Wien, Malerei aus dem  Mittelalter bis ins 19. Jh.
- Gerichtsmedizinisches Museum (Zentrum für Gerichtsmedizin der Medizinischen Universität Wien)
- Geschichte der Medizin: siehe Josephinum
- Gesellschafts- und Wirtschaftsmuseum, Österreichisches, Wirtschaftsgeschichte mit angeschlossenem Kaffeemuseum
- Geymüllerschlössel, historische Uhrensammlung, Außenstelle des Museums für angewandte Kunst
- Globenmuseum der Nationalbibliothek,  weltweit das einzige öffentliche Museum für Globen
- Gold- und Silberschmiedemuseum, Gold- und Silberschmiedekunst
- Grillparzerzimmer, Gedenkstätte, wird ab 2015 Teil des im Grillparzerhaus neu geschaffenen Österreichischen Literaturmuseums
- Gustinus-Ambrosi-Museum, Gedenkstätte

## H
- Haus der Geschichte Österreich, österreichisches Zeitgeschichtemuseum in der Neuen Burg (Hofburg)
- Haus des Meeres, Flakturmmuseum „Erinnern im Innern“

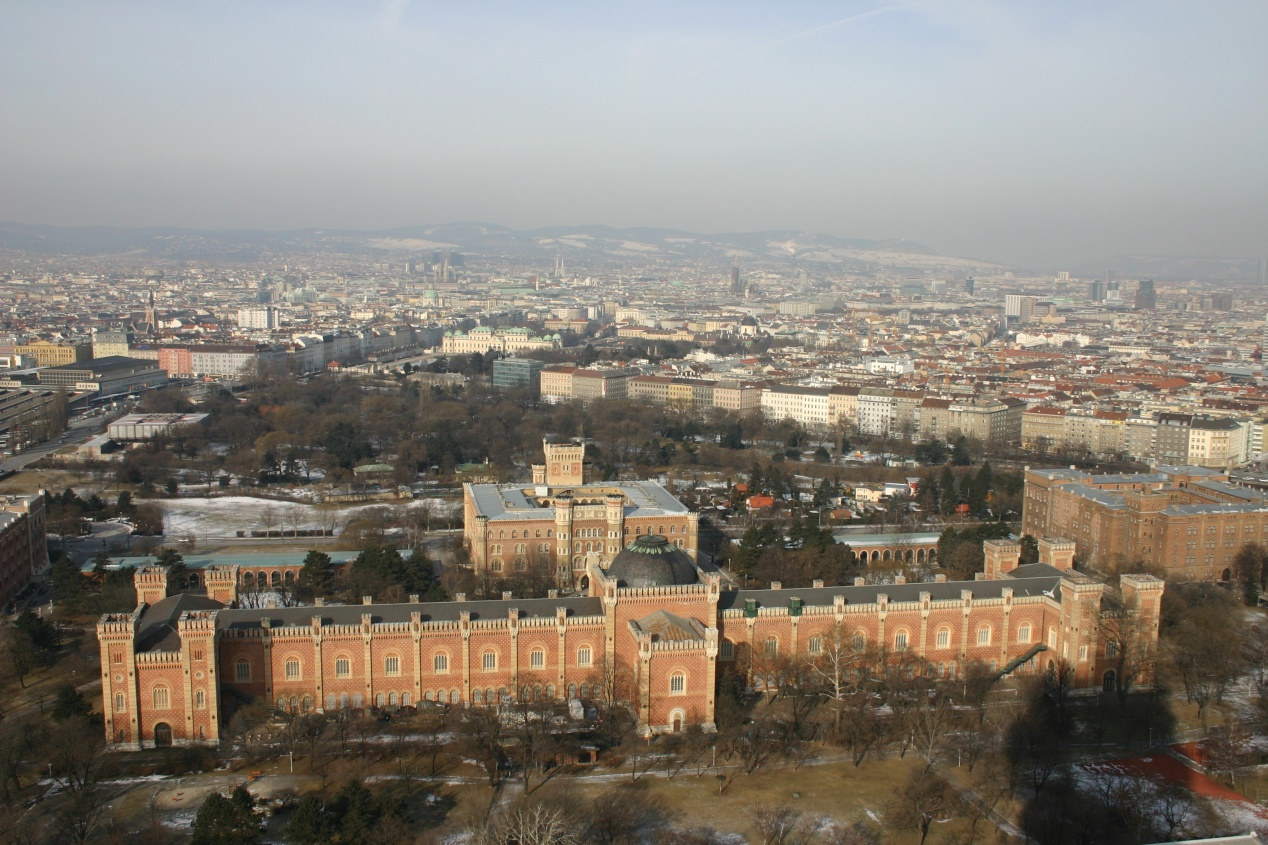
Heeresgeschichtliches Museum im Arsenal

- Haus der Musik, Musikverständnis und Musikwissenschaft
- Haydnhaus, Gedenkstätte des Wien Museums
- Heeresgeschichtliches Museum, österreichische Militärgeschichte
- Heizungsmuseum, Geschichte der Heizungstechnik
- Hermesvilla, Ausstellungen des Wien Museums
- Hofburg, siehe Hofjagd- und Rüstkammer, Silberkammer, Kaiserappartements, Schatzkammer, Sisi-Museum
- Hofjagd- und Rüstkammer des Kunsthistorischen Museums in der Neuen Hofburg, Jagdutensilien und historische Turnier- und Kriegswaffen der Habsburger
- Hofpavillon Hietzing, von Otto Wagner als Gestalter der Wiener Stadtbahn 1898 für den Kaiser errichtet; vom Wien Museum betrieben
- Möbelmuseum Wien, Museum und Möbeldepot der Habsburger
- Kaiser-Franz-Josef-Hutmuseum, Hüte aus der Zeit von Kaiser Franz Joseph I.

## J
- Johann-Strauss-Wohnung; hier entstand der Donauwalzer; Gedenkstätte des Wien Museums
- Josephinum: Museum des Institutes für Geschichte der Medizin
- Jüdisches Museum Wien, Geschichte der jüdischen Wiener

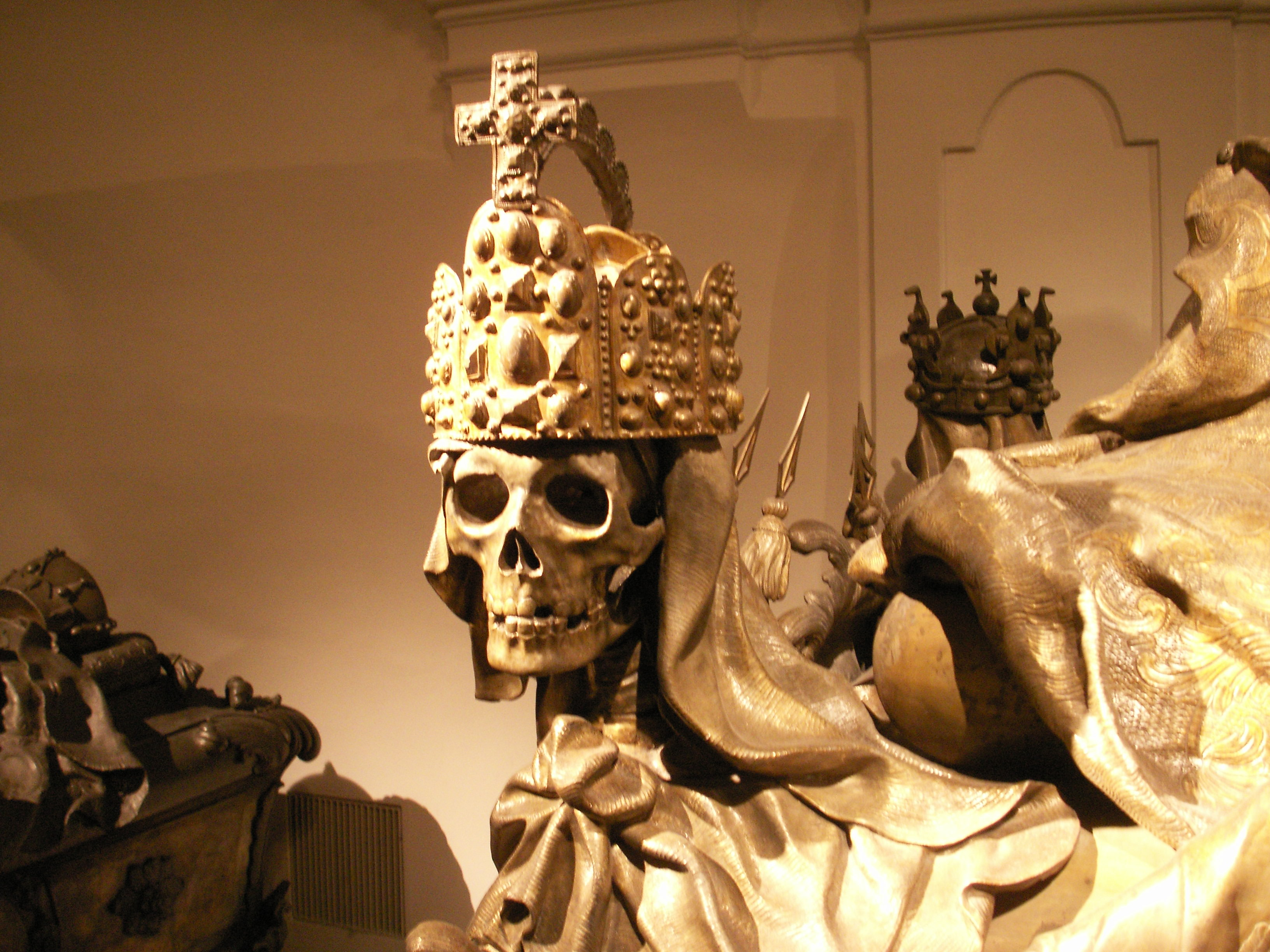
Kapuzinergruft (Kaisergruft)

## K
- Kaffeemuseum, Geschichte und Technik der Kaffeeherstellung
- Kahlenberger Museum, Gegenstände der Zweiten Wiener Türkenbelagerung 1683
- Kaiserappartements in der Hofburg, Wohn- und Arbeitsräume des Kaisers
- Kaiserliche Schatzkammer: siehe Schatzkammer in der Hofburg
- Kaiserliche Wagenburg: siehe Wagenburg (Wien) in Schönbrunn
- Kindermuseum: siehe ZOOM
- Klimtatelier, Gedenkstätte (in Ausbau)
- Kriminalmuseum, Wiener, Geschichte des Kriminalwesens und wichtiger Wiener Verbrechen, vereinigt mit dem Museum der Landespolizeidirektion Wien
- Kapuzinergruft, Grablege der Habsburger
- Kunsthalle Wien, Wechselausstellungen zeitgenössischer internationaler Kunst
- Kunsthistorisches Museum, Kunst von der Antike bis zum 19. Jahrhundert; mit Abteilungen in der Hofburg und in Schönbrunn
- Künstlerhaus Wien, Malerei, Bildhauerei, Architektur und angewandte Kunst der Mitglieder dieser Künstlervereinigung

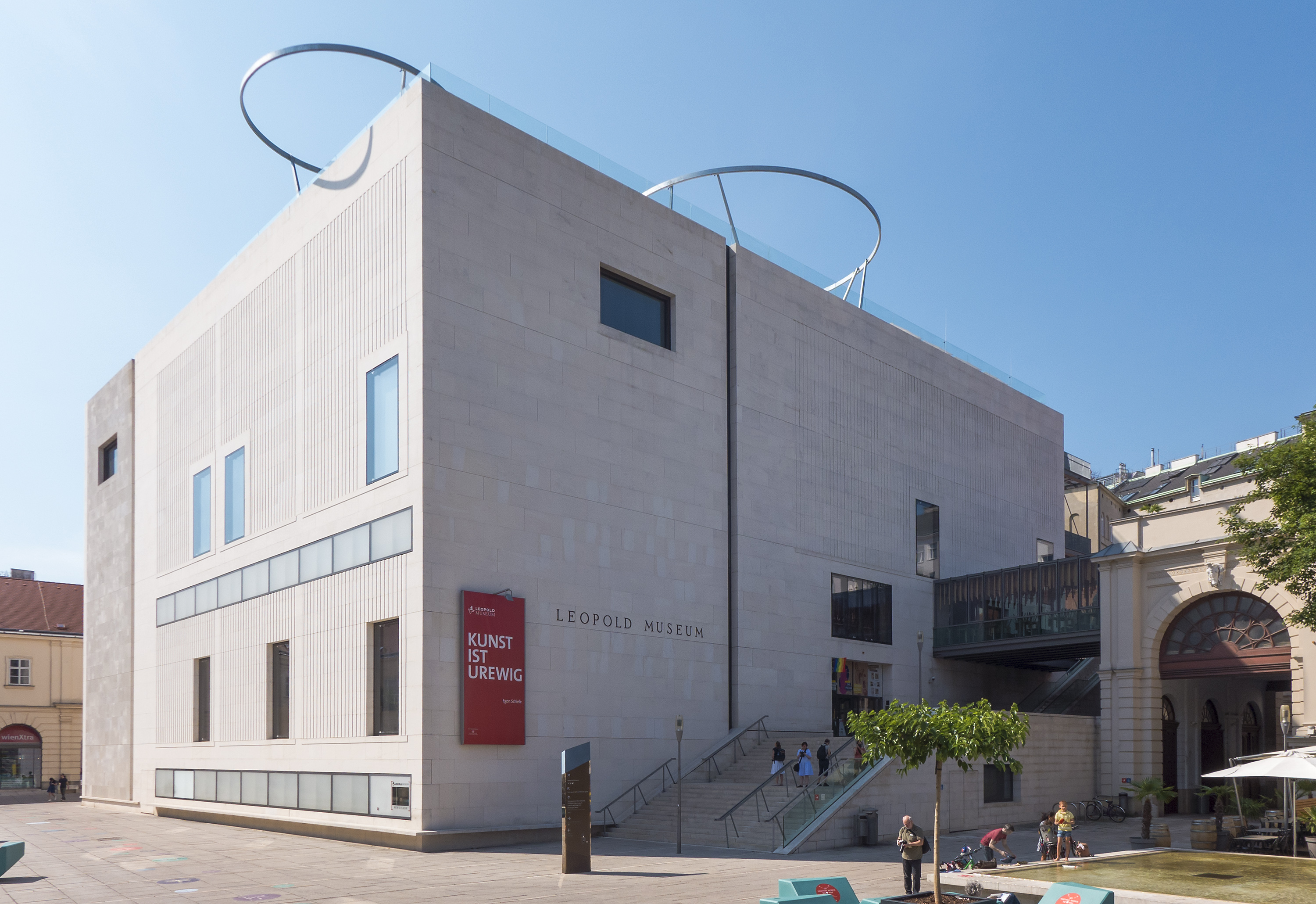
Leopold Museum

- KunstHausWien, Werke von Friedensreich Hundertwasser und Ausstellungen

## L
- Lehár-Schikaneder-Schlössl, private Gedenkstätte zu Franz Lehár und Emanuel Schikaneder
- Leopold Museum im MQ, größte Schiele-Sammlung der Welt, Klimt und andere Kunst ab etwa 1900
- Ehem. Liechtenstein-Museum: seit 2012 Gartenpalais Liechtenstein, Malerei ab dem 17. Jh., Schwerpunkt Barock; weiters seit 2013 Stadtpalais Liechtenstein mit anderen Teilen der fürstlichen Kunstsammlungen
- Literaturmuseum der Österreichischen Nationalbibliothek

## M
- Männergesang-Verein-Museum, Geschichte des Chores
- Mediathek, Österreichische, Tonaufnahmen und Videos aus Kultur- und Zeitgeschichte; Dependance   des Technischen Museums Wien
- Modesammlungen im Wien Museum, Geschichte der Mode
- Mozarthaus, Gedenkstätte und Ausstellung

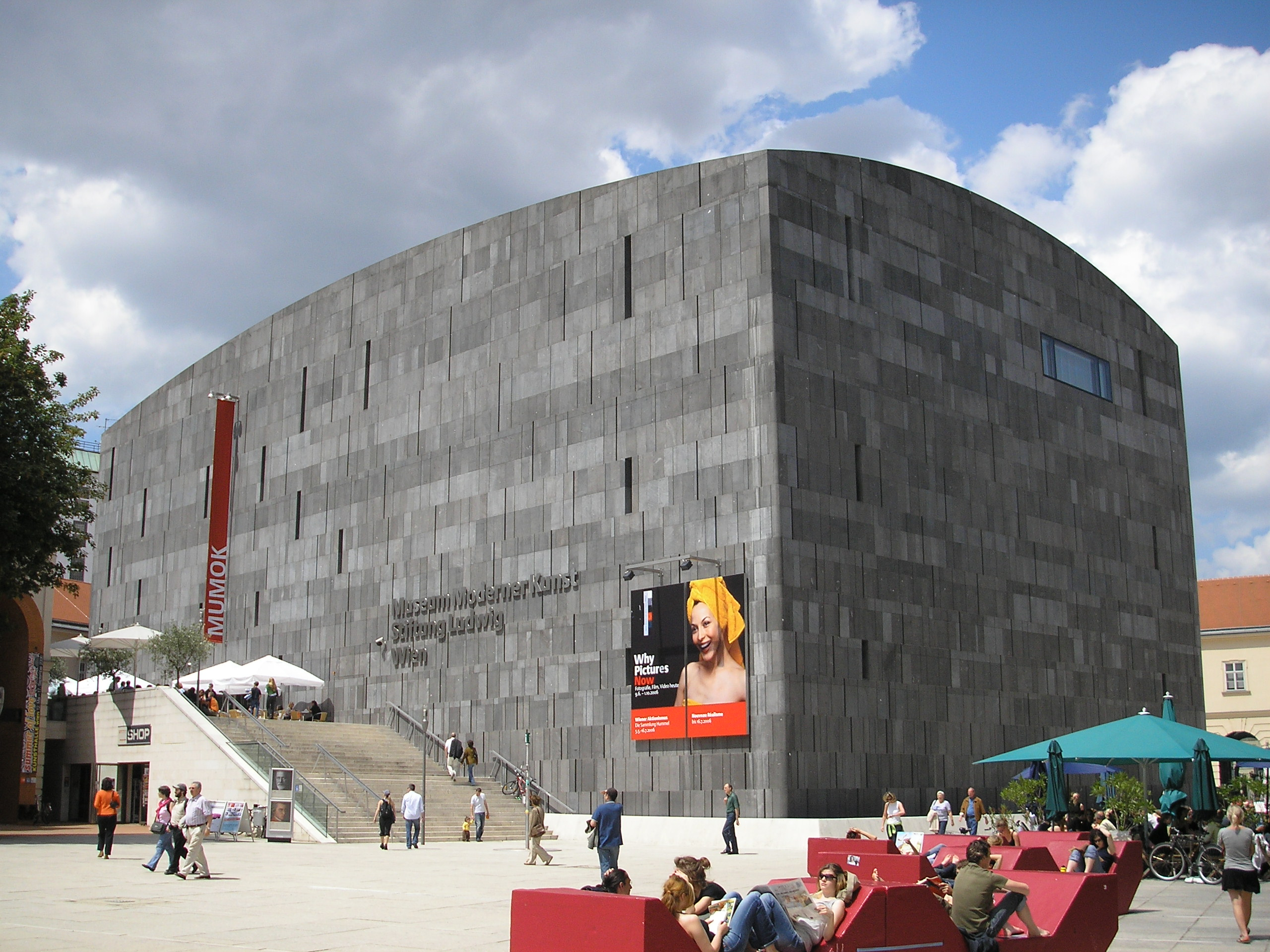
Museum moderner Kunst - Das MUMOK

- Museum der Illusionen, optische Täuschungen

- MQ: siehe MuseumsQuartier

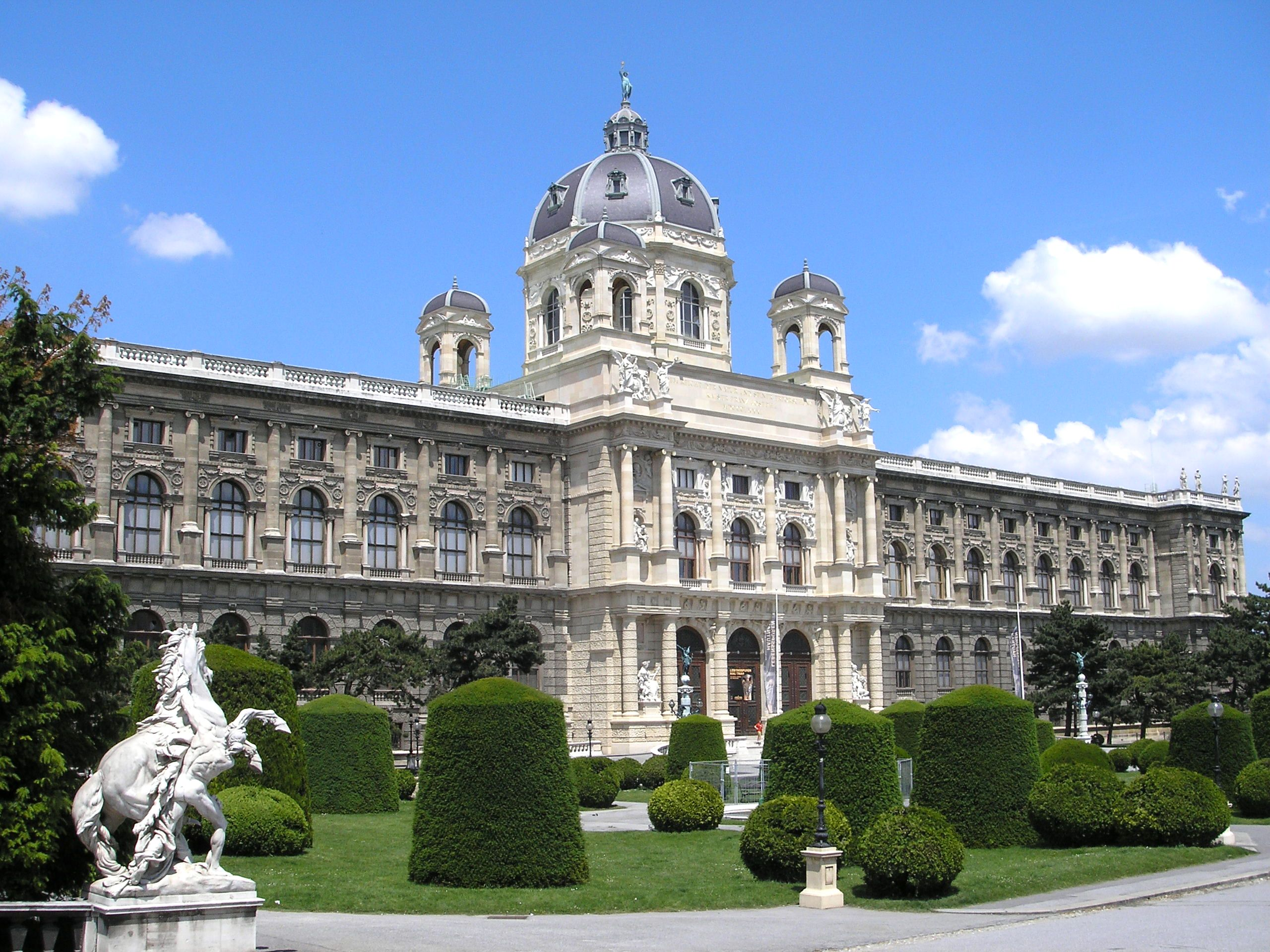
Naturhistorisches Museum

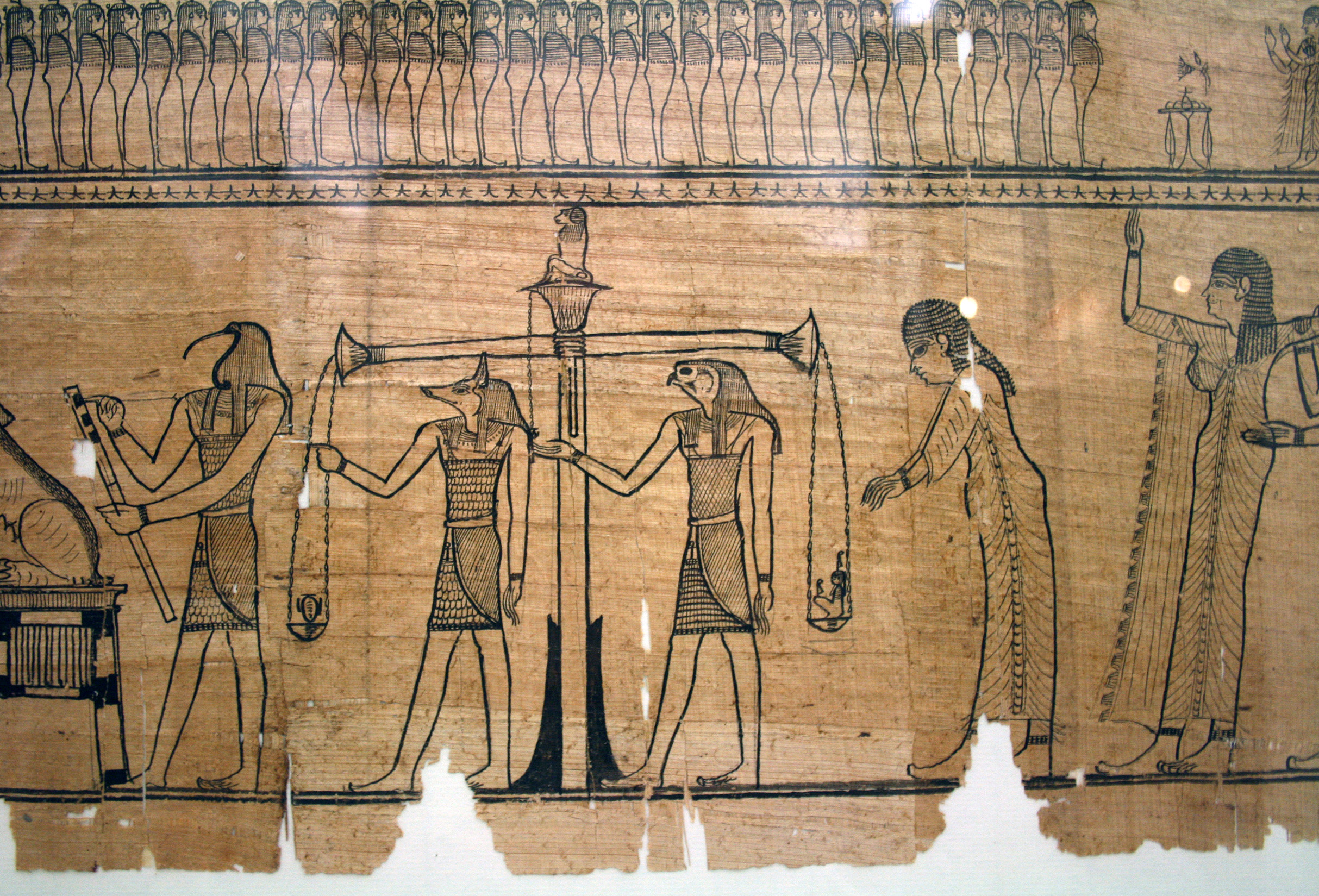
Papyrusmuseum

- MUSA Museum Startgalerie Artothek (früher MUSA Museum auf Abruf), zeitgenössische Kunst im Besitz der Stadt Wien
- Museum der Landespolizeidirektion Wien, Geschichte der Wiener Polizei, vereinigt mit dem Kriminalmuseum
- Museum der Mechitharistenkongregation, armenische sakrale Kunst
- Museum des Blindenwesens, Geschichte des Blindenunterrichts und der Blindenschrift
- Museum des Bundesinstituts für Gehörlosenbildung
- Museum des Institutes für Geschichte der Medizin: siehe Josephinum
- Museum für angewandte Kunst / Gegenwartskunst (MAK), angewandte Kunst, Arbeiten der Wiener Werkstätte; mit Dependance Geymüllerschlössel
- Museum für Verhütung und Schwangerschaftsabbruch
- Museum für Volkskunde, ethnographische Sammlung
- Museum im Schottenstift, sakrale Kunst
- museum in progress, zeitgenössische Kunst in öffentlichen und medialen Räumen
- Museum Moderner Kunst Stiftung Ludwig (MUMOK) im MQ, Kunst des 20. und 21. Jhs.
- MuseumsQuartier (MQ), Kunstareal mit mehreren Museen und diversen Nutzungen, siehe Architekturzentrum, Kunsthalle, Leopold Museum, Museum Moderner Kunst Stiftung Ludwig, ZOOM

## N
- Narrenturm, Pathologisch-anatomische Sammlung, Teil des Naturhistorischen Museums
- Nationalbibliothek: siehe Österreichische ...
- Naturhistorisches Museum
- Neidhartfresken, gotische Fresken aus dem 14. Jahrhundert (Wien Museum)

## O
- Österreichische Nationalbibliothek mit barockem Prunksaal, Globenmuseum, Esperantomuseum und Papyrusmuseum, künftig auch mit Literaturmuseum (siehe Grillparzer)
- Österreichisches Staatsarchiv, historische Urkunden
- Österreichisches Theatermuseum im Palais Lobkowitz
- Österreichisches Volksliedwerk, Volksmusik
- Otto-Wagner-Pavillon auf dem Karlsplatz, Architekturgeschichte, vom Wien Museum betrieben

## P
- Papyrussammlung und Papyrusmuseum Wien, Sammlung ägyptischer Papyri der Nationalbibliothek
- Pathologisch-anatomische Sammlung, medizinische Schausammlung im Narrenturm, Teil des Naturhistorischen Museums
- Pfadfindermuseum, Geschichte der Pfadfinder
- Pharma- und Drogistenmuseum, Geschichte der Drogerien
- Phonomuseum, Geschichte der Tonaufzeichnung und -wiedergabe
- Porzellanmanufaktur Augarten, Porzellankultur
- Pratermuseum des Wien Museums, Geschichte des Wurstelpraters

## R

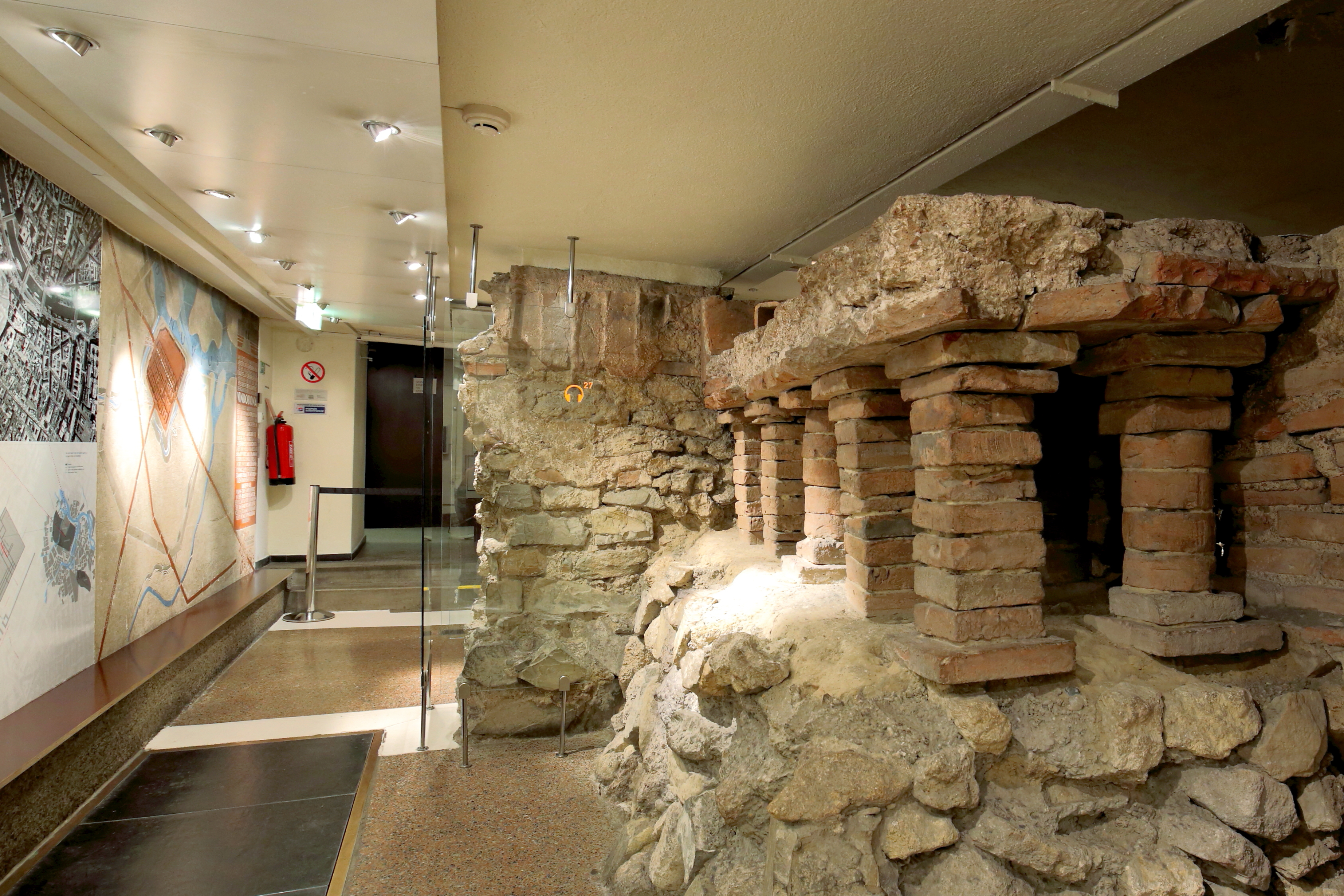
Hypocaust eines Tribunenhauses im Römermuseum

- Rauchfangkehrermuseum, Geschichte der Wiener Rauchfangkehrer
- Remise – Verkehrsmuseum der Wiener Linien (bis 2012 Wiener Straßenbahnmuseum)
- Rettungsmuseum, Geschichte der Wiener Rettung (Ambulanz)
- Römermuseum des Wien Museums, Reste des römischen Legionslagers  Vindobona
- Römische Baureste Am Hof (Wien Museum)
- Das Rote Wien im Waschsalon Karl-Marx-Hof, Geschichte des Roten Wiens und der ArbeiterInnenbewegung in Österreich

## S

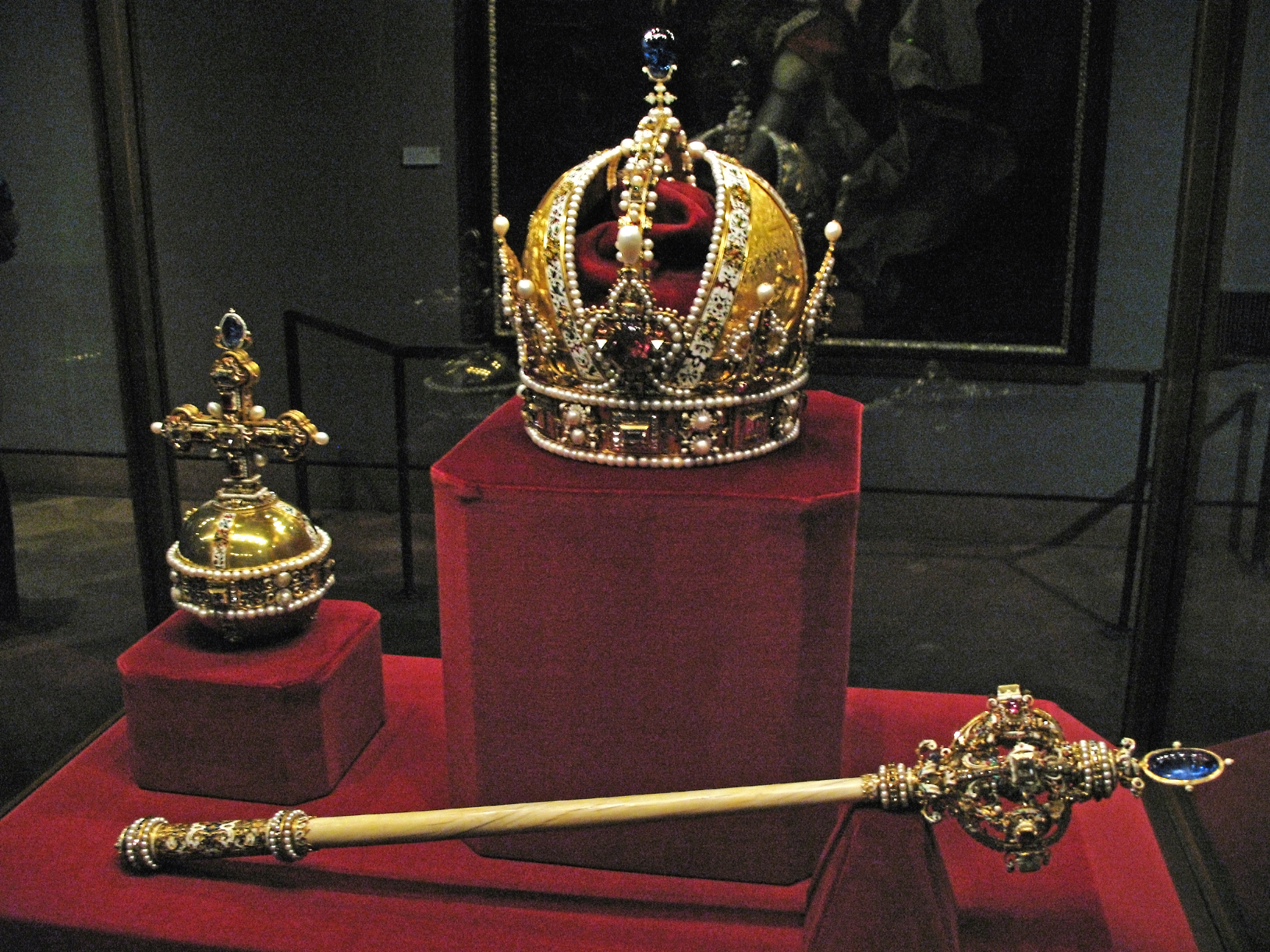
Reichsinsignien in der Schatzkammer der Hofburg

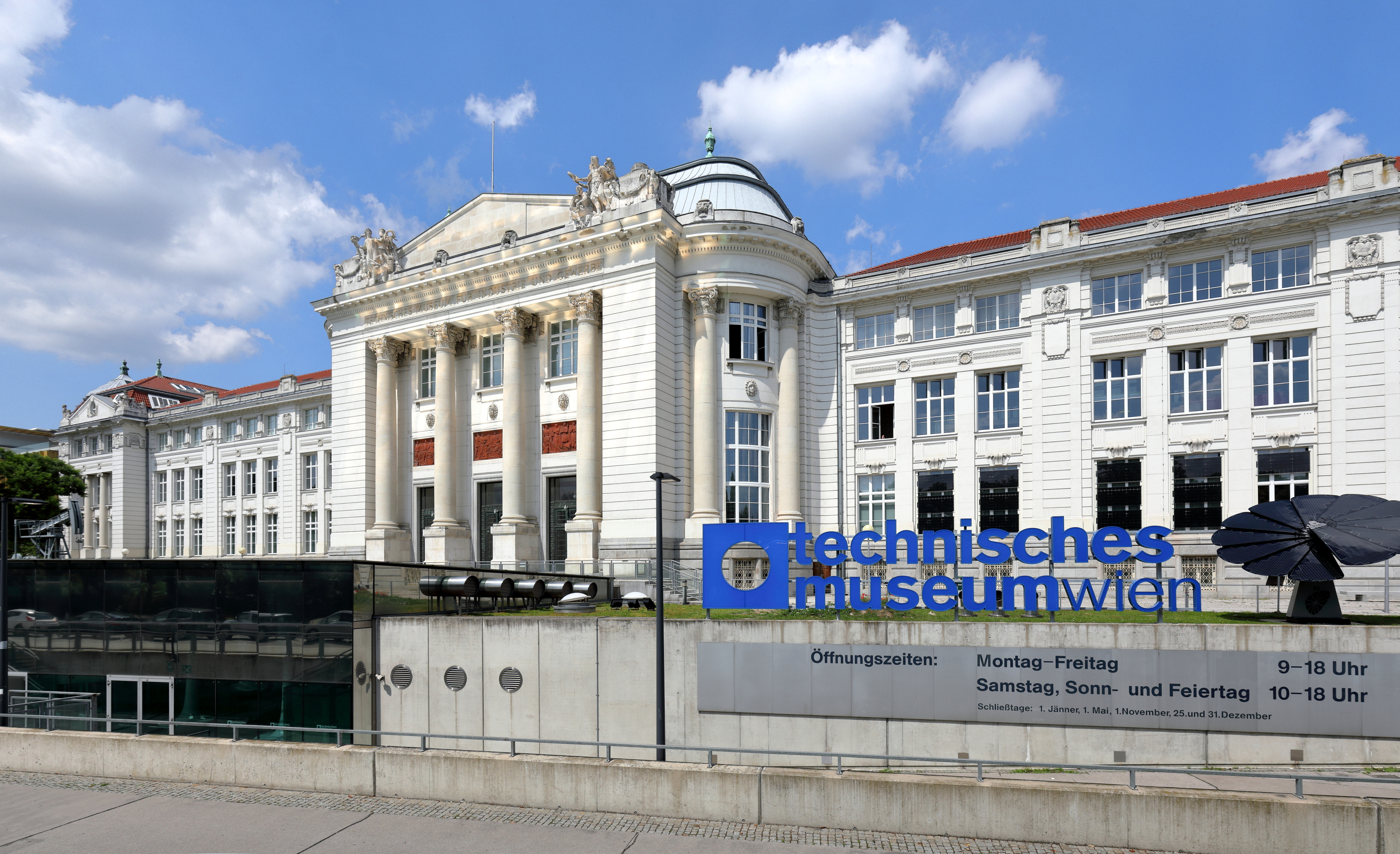
Technisches Museum

- Sammlung alter Musikinstrumente des Kunsthistorischen Museums
- Sanitärhistorisches Museum, Entwicklung der Sanitärtechnologie
- Kaiserliche Schatzkammer in der Hofburg, Kroninsignien und andere Schätze der Habsburgermonarchie, Abteilung des Kunsthistorischen Museums
- Schatzkammer des Deutschen Ordens, Geschichte des deutschen Ritterordens
- Schloss Schönbrunn, Sommerresidenz der Habsburger, mit Park, Gloriette, Irrgarten, Tiergarten, Wagenburg, Schlosstheater usw.
- SchokoMuseum Wien
- Schreib- und Rechenmaschinen-Museum, Privatmuseum
- Schuberts Geburtshaus, Gedenkstätte des Wien Museums
- Schuberts Sterbewohnung, Gedenkstätte des Wien Museums
- Schulmuseum, Rekonstruktion historischer Schulklassen
- Secession, Ausstellungsgebäude im Jugendstil mit Gustav Klimts „Beethoven-Fries“
- Sigmund-Freud-Museum, Freuds Wiener Wohnung
- Silberkammer in der Hofburg, silbernes Geschirr und Besteck für kaiserliche Diners
- Sisi-Museum in der Hofburg, in den ehem. Wohnräumen von Kaiserin Elisabeth
- Sprachinselmuseum, Linguistik
- Staatsarchiv, Österreichisches
- Straßenbahnmuseum (bis 2012), seit 2014 Remise – Verkehrsmuseum der Wiener Linien

## T
- Technisches Museum Wien, Technikgeschichte und -gegenwart, mit Österreichischer Mediathek
- Theatermuseum, Österreichisches, berühmte österreichische Bühnen und Darsteller

## U
- Uhrenmuseum der Stadt Wien (betrieben vom Wien Museum)

## V

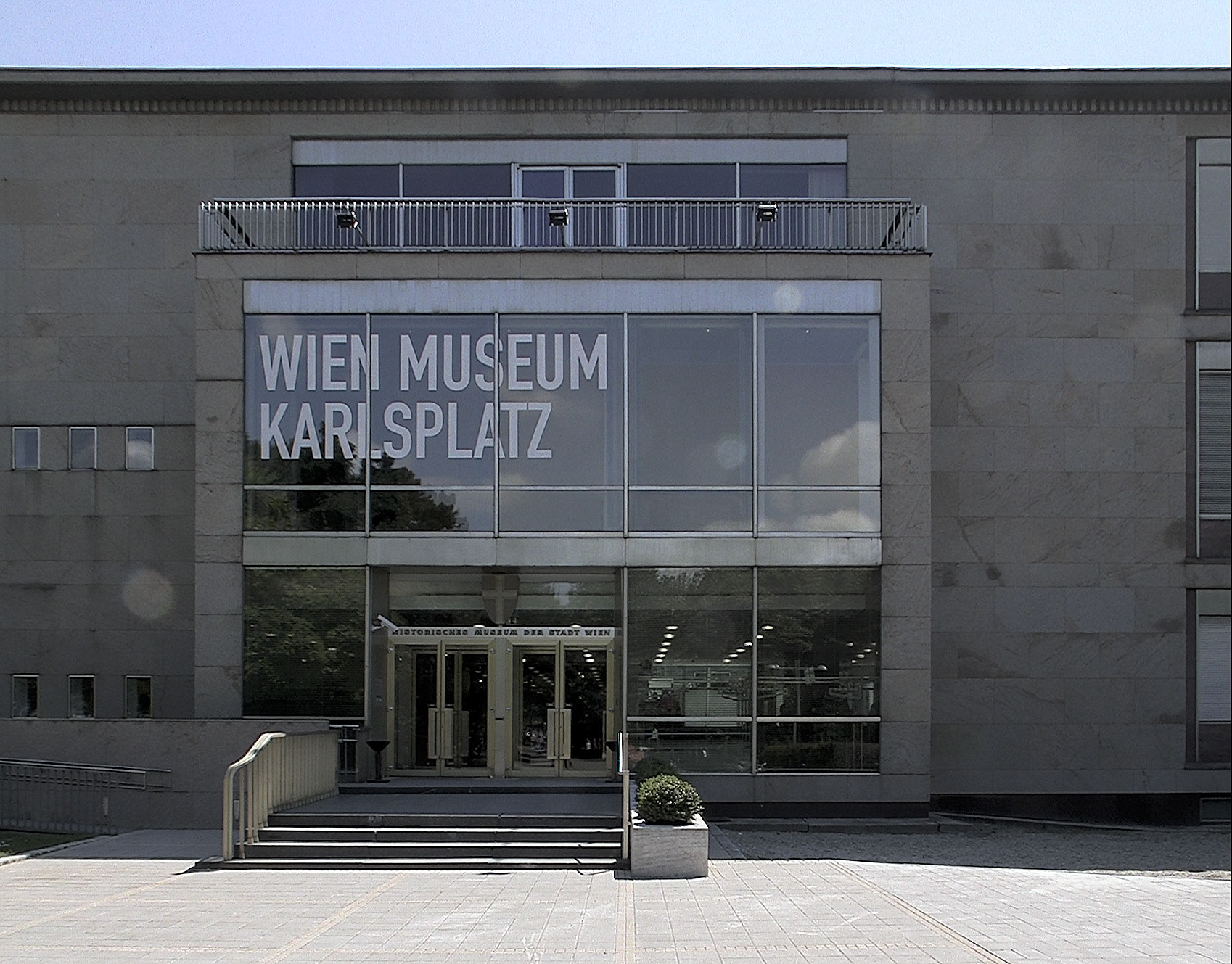
Wien Museum, vormals Historisches Museum der Stadt Wien

- Verkehrsmuseum Remise der Wiener Linien
- Virgilkapelle, romanische Gruft, historische Keramik (Wien Museum)

## W
- Kaiserliche Wagenburg in Schönbrunn, Sammlung historischer Prunkwagen, Kutschen und Schlitten des Wiener Kaiserhofes, Abteilung des Kunsthistorischen Museums
- Wagner, Otto: siehe Otto Wagner
- Weinschatzkammer, Weinraritäten
- Werbemuseum
- Wiener Kriminalmuseum, Geschichte des Kriminalwesens und wichtiger Wiener Verbrechen
- Wien Museum, Geschichte der Stadt Wien und ihrer Bevölkerung, mit diversen Dependancen und Gedenkstätten
- Wiener Volksliedwerk, Volksmusik

## Z
- Zahnärztliches Museum
- Zauberkasten-Museum, Sammlung von 3.000 Zauberkästen, Schönbrunner Straße 262
- Ziegelmuseum, Ziegel und deren Verwendung unter anderem für den Wiener Festungsbau
- Zirkus…: siehe Circus… und Museum für Unterhaltungskunst
- ZOOM Kindermuseum, Museum für Kinder